# Pim Bossaerts
Willem (Pim) Bossaerts (Merksem, 13 januari 1941) is een voormalig Belgisch volleyballer.

## Levensloop
Bossaerts was actief bij Brabo Antwerpen, waar hij als aanvoerder onder meer zijn ploeg in het seizoen 1967-'68 naar eindwinst loodste in de eerste Beker van België. Daarnaast werd hij met deze ploeg tussen 1958 en 1968 elfmaal landskampioen. Ook was hij een tijdlang speler-trainer bij Temse en speelde hij drie matchen met het Zwitserse Lausanne.
Daarnaast speelde hij 100 interlands voor het Belgisch nationaal volleybalteam, waarmee hij deelnam aan verschillende Europese en wereldkampioenschappen alsook aan de Olympische Zomerspelen van 1968 te Mexico.